# 铁西街道 (包头市)
铁西街道，是中华人民共和国内蒙古自治区包头市东河区下辖的一个乡镇级行政单位。

## 行政区划
铁西街道下辖以下地区：
北辰社区、芳草社区、神龙社区、豪德社区、旺龙社区和芳草社区。